# سیارک ۸۷۵۲
سیارک ۸۷۵۲ (به انگلیسی: 8752 Flammeus، نامگذاری:2604P-L) هشت هزار و هفتصد و پنجاه و دومین سیارک کشف شده‌است که در ۲۴ سپتامبر ۱۹۶۰ کشف شد.
قدر مطلق سیارک برابر ۱۴٫۴۰ است.